# اهلیاگودا
اهلیاگودا (به لاتین: Eheliyagoda) یک منطقهٔ مسکونی در سری‌لانکا است که در ناحیه راتناپورا واقع شده‌است.